# Cuphea sabulosa
Cuphea sabulosa là một loài thực vật có hoa trong họ Lythraceae. Loài này được S.A.Graham mô tả khoa học đầu tiên năm 1990.